# Vanga cua-roig
19551957
El vanga cua-roig (Calicalicus madagascariensis) és un ocell de la família dels vàngids (Vangidae).

## Hàbitat i distribució
Habita boscos i zones amb arbusts de l'oest, nord i est de Madagascar.